# Hóa học cơ kim

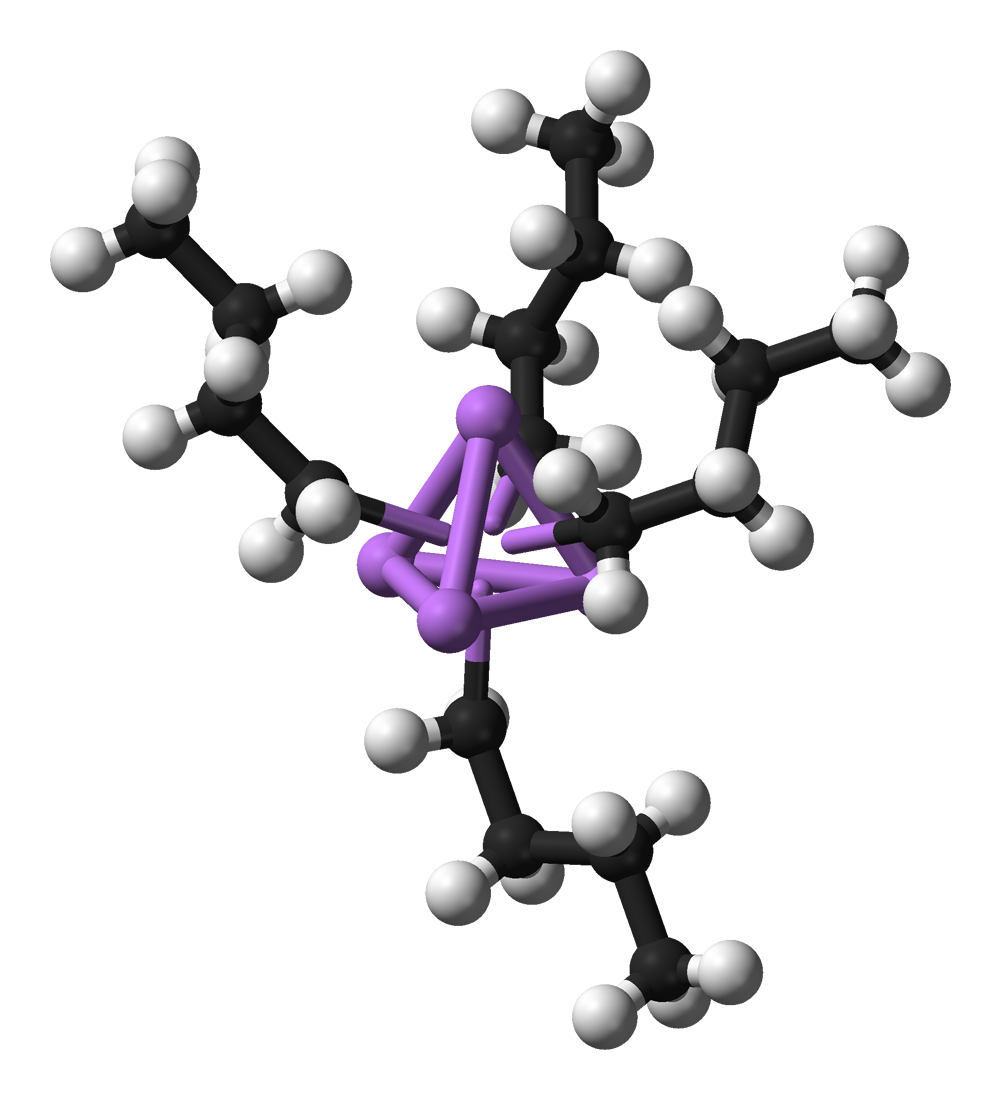
n-Butyllithium, một hợp chất cơ kim. Bốn nguyên tử lithi (màu tím) tạo thành tứ diện, với bốn nhóm butyl gắn vào các mặt (nguyên tử cacbon màu đen, hiđrô màu trắng).

Hóa học cơ kim (hóa học hữu cơ kim loại) là ngành nghiên cứu các hợp chất hóa học chứa ít nhất một liên kết giữa một nguyên tử cacbon của một hợp chất hữu cơ với một kim loại. Một số hợp chất phi cacbon như phức phosphine kim loại (metal phosphine complexes) có trạng thái như phức cơ kim bởi vì liên kết hóa học của chúng tương tự như trong cacbonyl kim loại (metal carbonyl). Hóa học cơ kim kết hợp các nội dung của hóa vô cơ với hóa hữu cơ. Các hợp chất cơ kim được sử dụng nhiều trong chất xúc tác thuần nhất (homogeneous catalysis).